# 坎蒂爾 (加利福尼亞州)
坎蒂爾（英語：Cantil）是位於美國加利福尼亞州克恩縣的一個非建制地區。該地的面積和人口皆未知。

## 地理
坎蒂爾的座標為35°18′32″N 117°58′06″W / 35.30889°N 117.96833°W，而該地的平均海拔高度為615米（即2018英尺）。